# 오카베 나가모리

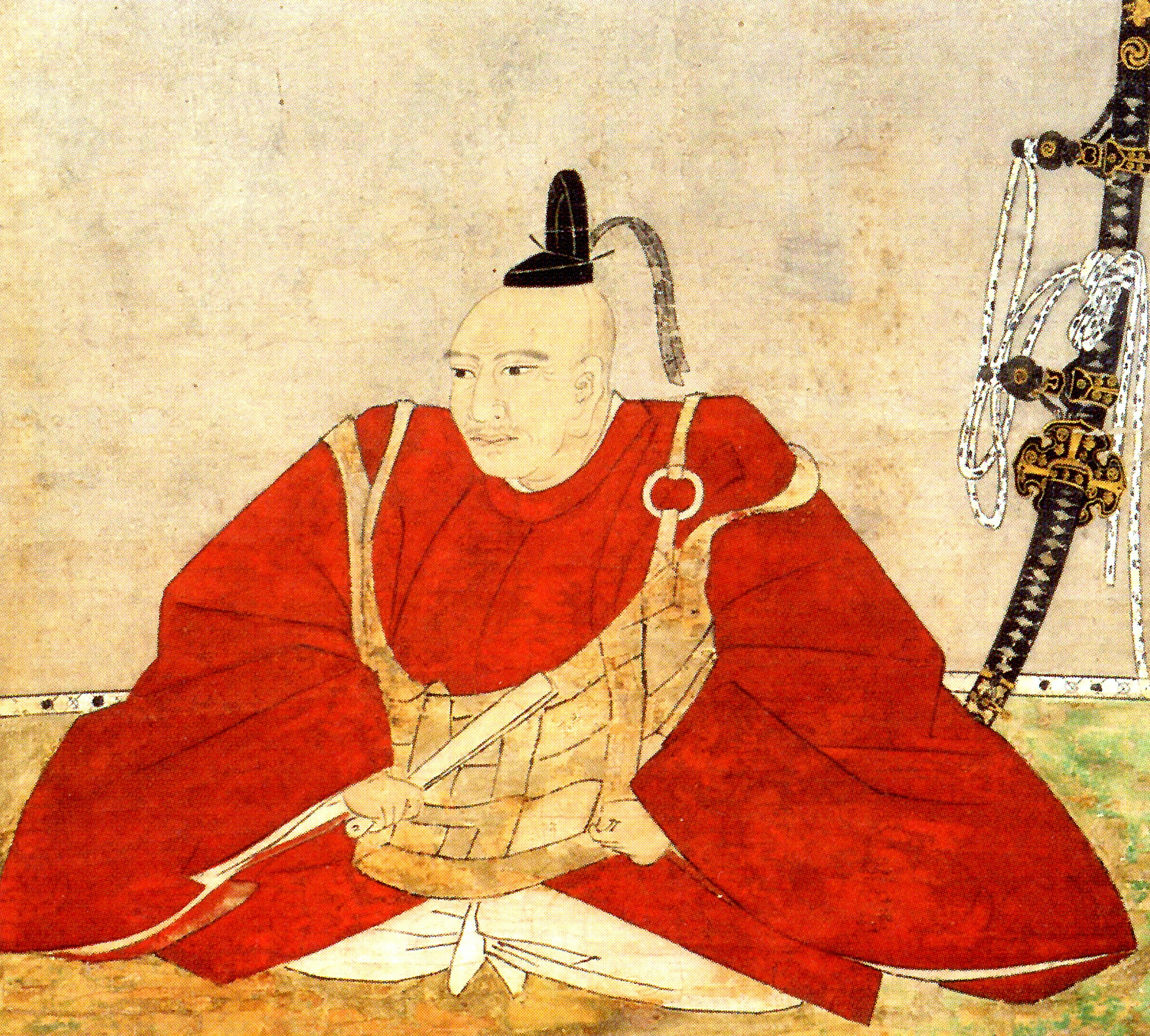
오카베 나가모리 초상(센고지 소장)

오카베 나가모리(일본어: 岡部長盛, 에이로쿠 11년(1568년) ~ 간에이 9년 음력 11월 2일(1632년 12월 13일))는 센고쿠 시대부터 에도 시대 전기까지의 무장, 다이묘이다. 시모사 야마자키번주, 단바 가메야마번주, 동 후쿠치야마번주, 미노 오가키번 초대 번주를 지냈다. 기시와다번 오카베가 시조. 별칭으로는 오카베의 흑귀(岡部の黒鬼)로 불린다.

## 생애
오카베 마사쓰나의 적남이다. 덴쇼 11년(1583년), 부친의 사망으로 가독에 올랐다. 또한 나가모리 이전에 '야스즈나'(康綱, 혹은 '다다즈나'(忠綱))로 칭해지는 인물이 오카베 가문의 당주였다고도 전해지고 있어 이것이 나가모리의 인물인지, 아니면 나가모리의 형에 해당하는 인물인지에 대해서는 의견이 분분하다.
이듬해인 덴쇼 12년(1584년)의 고마키·나가쿠테 전투(の小牧・長久手の戦い), 덴쇼 13년(1585년)의 도리이 모토타다를 대장으로 하는 시나노국 우에다성 공격에서의 사나다 마사유키와의 대전 등에 참전했다. 덴쇼 18년(1590년), 도쿠가와 이에야스가 관동으로 이봉되었을 때, 지금까지의 전공을 칭찬받아 시모사 야마자키 1만 2000석이 주어졌다. 게이초 5년(1600년)의 세키가하라 전투에서는 시모쓰케노쿠니 구로바네성의 수비에 임해, 우에스기 가게가쓰의 남하에 대비했다.
게이초 14년(1609년), 단바 가메야마 3만 2000석에 가증 이봉되었다(후에 2000석 가증을 받아 합계 4만석). 게이쵸 20년(1615년)의 오사카 여름의 진(大坂夏の陣)에서 공적을 올려, 겐나 7년(1621년)에 동국 후쿠치야마 5만석에 가증 이봉되었다. 간에이 원년(1624년), 미노 오가키 5만 석으로 이봉된다.
또, 가메야마(亀山)에서의 성곽 확장·치수 사업, 후쿠치산에서의 예의 31개조 제정, 오가키(大垣の町)의 마을 분할 재편 등 각지에서 영내 경영에도 힘쓴다.
간에이 9년(1632년) 11월 2일, 65세로 순절했다. 대는 적남 노부카쓰가 이었다.
|  | 시모사 야마자키번 번주 (오카베가) 1590년 ~ 1609년 | 후임 폐번 |

| 전임 마에다 시게카쓰 | 단바 가메야마번 번주 (오카베가) 1609년 ~ 1621년 | 후임 마쓰다이라 나리시게 |

| 전임 후시미 봉행 관할 (아리마 도요우지) | 후쿠치야마번 번주 (오카베가) 1621년 ~ 1624년 | 후임 이나바 노리미치 |

| 전임 마쓰다이라 노리나가 | 제1대 오가키번 번주 (오카베가) 1624년 ~ 1632년 | 후임 오카베 노부카쓰 |